# Chiesa di Santa Lucia e di San Michele Arcangelo
La chiesa di Santa Lucia e San Michele Arcangelo è un edificio di culto cattolico italiano. È sito in località Cesa a Marciano della Chiana.

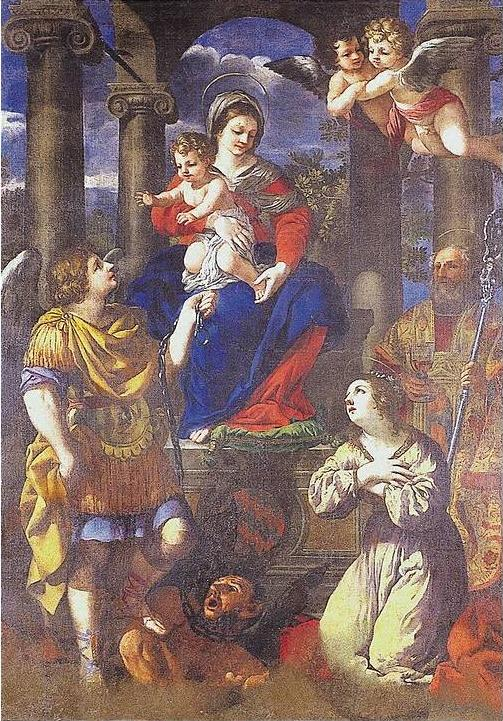
Vergine con il Bambino ed i Santi Lucia e Michele di Salvi Castellucci (1655-1657)

## Panoramica
Officiata fino al 1967, fu costruita presso il vecchio oratorio della villa feudale e, nel 1772, divenne pieve; presenta una semplice facciata a capanna e il campanile a vela. Sull'altare maggiore si trova una tela raffigurante la Vergine con il Bambino ed i Santi Lucia e Michele di Salvi Castellucci (1655-1657), allievo di Pietro da Cortona. Dello stesso artista i tre affreschi della volta raffiguranti il Padre Eterno in gloria, l'Annuncio a Zaccaria e Tobiolo e l'Angelo. Molto interessanti anche gli stucchi che arricchiscono la cappella, a formelle sagomate, che racchiudono lo stemma Salviati, angeli e festoni di frutta. Sopra la porta di ingresso è una cantoria con organo del 1867 fabbricato da Lorenzo Paoli di Campi Bisenzio.